# Chang und Eng Bunker

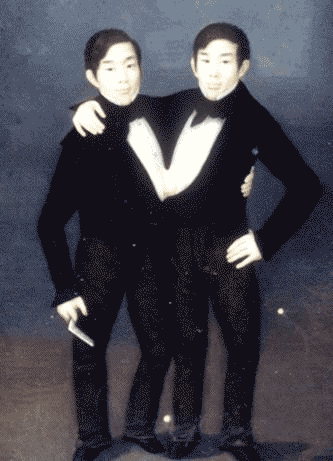
Chang und Eng Bunker, 1835/36

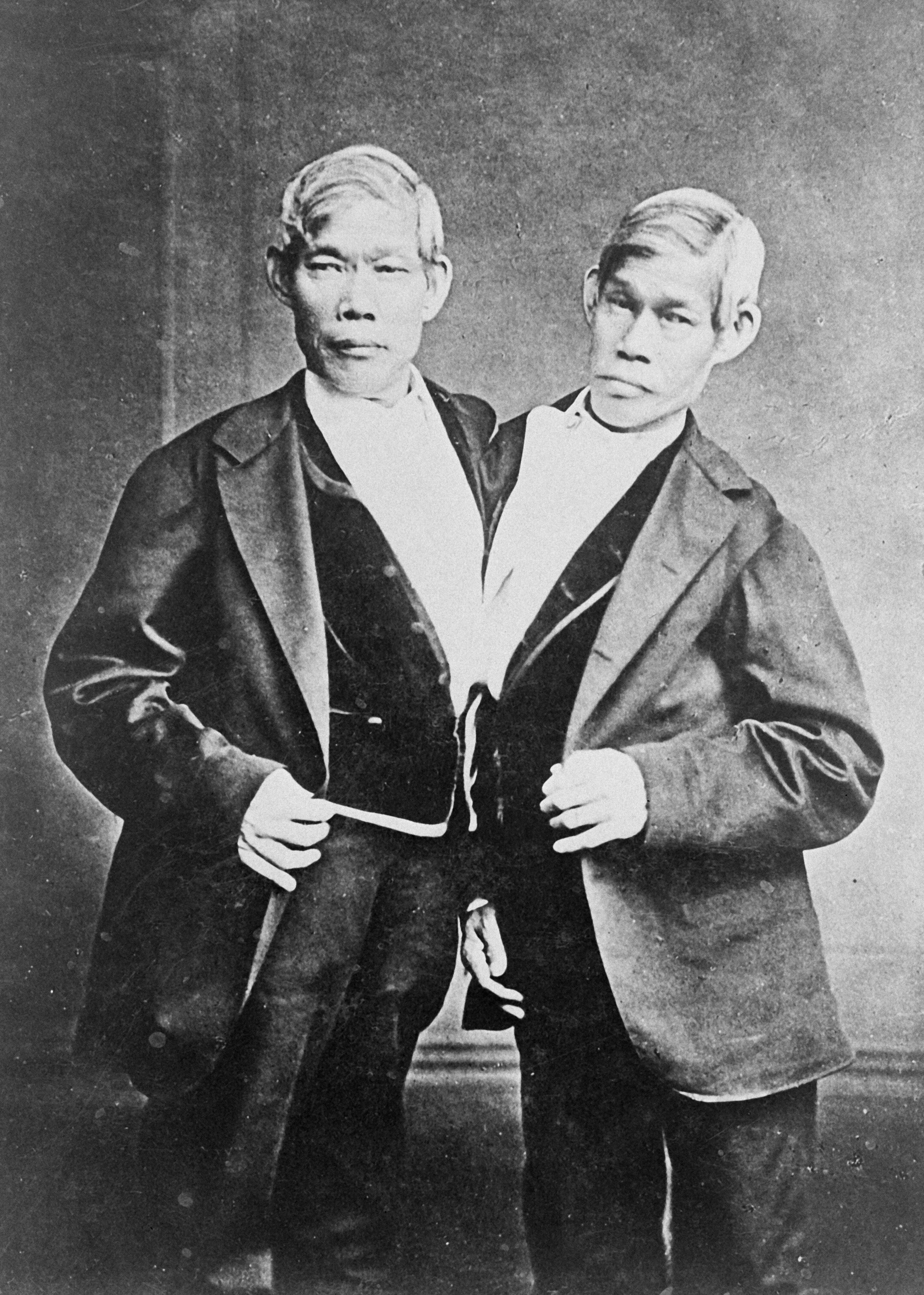
Chang und Eng Bunker in späteren Jahren

Chang und Eng Bunker (thailändisch จัน อิน บังเกอร์, RTGS Chan/In Bangkoe, ausgesprochen [t͡ɕan] und [ʔin baŋkɤː]; * 11. Mai 1811 in Mae Klong, Provinz Samut Songkhram in Siam, heute Thailand; † 17. Januar 1874) waren siamesische Zwillinge. Nach dem Heimatland der beiden wurde diese Fehlbildung benannt.

## Herkunft und Leben
Die Brüder wurden als Kinder chinesischer Eltern in Siam geboren und waren an den Körperseiten miteinander verbunden. Sie wurden 1829 entdeckt und auf Jahrmärkten als Sensation präsentiert. 1839 ließen sie sich in Wilkesboro nieder, wurden US-amerikanische Staatsbürger und nahmen den Namen Bunker an. Sie heirateten 1843 die beiden Schwestern Adelaide und Sarah Yates und hatten zusammen 21 normal entwickelte Kinder, von denen 11 erwachsen wurden.
Berichtet wird, dass Chang einen Hang zum Alkohol entwickelte und sich die Ehefrauen gelegentlich stritten, weshalb getrennte Haushalte eingerichtet worden seien und die Zwillinge alle drei Tage abwechselnd jeweils im Haus der einen oder der anderen Ehefrau lebten.

## Karriere und Tod

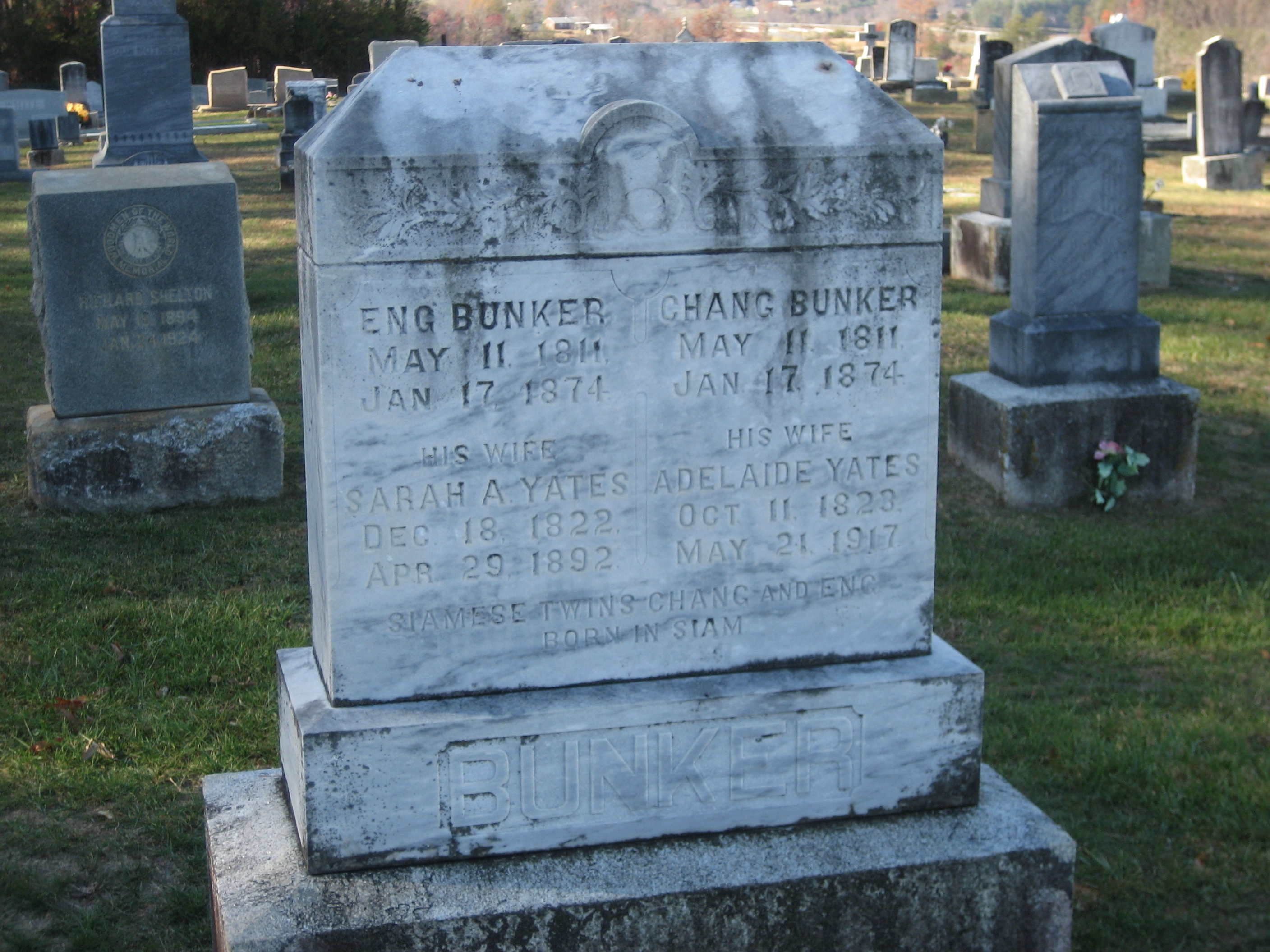
Grab von Chang und Eng Bunker

Ein britischer Kaufmann, Robert Hunter, und ein US-amerikanischer Kapitän zur See, Abel Coffin, veranlassten eine zweieinhalbjährige Ausstellungstournee der Zwillinge durch die USA und durch Großbritannien in den Jahren 1829 bis 1831. Anschließend übernahmen Chang und Eng ihre Geschäfte selbst und verdienten in den nächsten 40 Jahren ihren Lebensunterhalt als Entertainer. 1870 waren sie zum ersten Mal in Deutschland zu sehen. Bei diesem Aufenthalt ließen sie sich auch von Rudolf Virchow zwecks einer Trennung untersuchen. Virchow glaubte an eine erfolgreiche Trennung, die dann doch nicht zur Ausführung kam.
Auf der Rückreise von einer Tournee nach Russland im Jahre 1870 erlitt Chang Bunker einen Schlaganfall und blieb gelähmt; Eng wurde seine körperliche Stütze für die nächsten drei Jahre bis zu ihrem gemeinsamen Tod am 17. Januar 1874 im Alter von 62 Jahren. Mit Einwilligung der Witwen wurde im Mütter Museum des College of Physicians in Philadelphia eine Autopsie vorgenommen, deren Bericht mit Zeichnungen der verwachsenen Gewebe erhalten ist. Dementsprechend waren die beiden nur zusammengewachsen und hatten kein lebenswichtiges Organ gemeinsam. Somit wäre eine Trennung, wie Virchow sie vorgeschlagen hatte, möglich gewesen. Rückblickend wird von mindestens einer Quelle jedoch angezweifelt, dass selbst ein geübter Chirurg des 19. Jahrhunderts die Zwillinge erfolgreich hätte trennen können, ohne den Tod eines der beiden zu verursachen, da beide hepatische Blutgefäße teilten.